# Helius invenustipes
Helius invenustipes är en tvåvingeart som först beskrevs av Alexander 1930.  Helius invenustipes ingår i släktet Helius och familjen småharkrankar. Inga underarter finns listade i Catalogue of Life.